# Верх-Кига
Верх-Кига — деревня в Чернушинском районе Пермского края. Входит в состав Слудовского сельского поселения.
Находится примерно в 10 км к западу от центра города Чернушки.

## Население
В 2005 году численность населения составляла 28 человек.
По результатам переписи 2010 года численность населения составила 31 человек, в том числе 12 мужчин и 19 женщин.